# John Jay McCloy

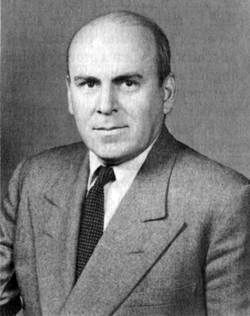
John Jay McCloy

John Jay McCloy (* 31. März 1895 in Philadelphia, Pennsylvania; † 11. März 1989 in Stamford, Connecticut) war ein US-amerikanischer Jurist, Politiker und Bankier. Während des Zweiten Weltkrieges war er Unterstaatssekretär im US-Kriegsministerium. Von 1947 bis 1949 war er Präsident der Weltbank. Als Hoher Kommissar der USA und somit deren höchster Vertreter in der neu gegründeten Bundesrepublik Deutschland war er von 1949 bis 1952 maßgeblich am politischen und wirtschaftlichen Wiederaufbau Nachkriegsdeutschlands beteiligt. Von 1953 bis 1960 war er Vorstandsvorsitzender der Chase Manhattan Bank, danach in verschiedenen Feldern der Wirtschaft und Politikberatung tätig.

## Leben

### 1895 bis 1941: Ausbildung, Erster Weltkrieg und erste berufliche Stationen
John Jay Snader McCloy wurde am 31. März 1895 in Philadelphia als Sohn des Versicherungsangestellten John Jay McCloy und Anna May Snader McCloy geboren. Als er vier Jahre alt war, starb sein Bruder William, zwei Jahre später der Vater. Er besuchte zunächst die Quäkerschule Maplewood, von 1907 bis 1912 die Peddie School in New Jersey, machte anschließend mit Hilfe eines Stipendiums seinen Studienabschluss auf dem renommierten privaten Amherst College und schrieb sich 1916 bei der Harvard University in die juristische Fakultät Harvard Law School ein. Die Universitätsausbildung musste er durch den Ersten Weltkrieg vorerst unterbrechen. 1917 wurde er Leutnant der US-Armee, ein Jahr später wurde er zum Hauptmann befördert. Von 1918 bis 1919 diente er dem Expeditionskorps American Expeditionary Forces in Frankreich und Deutschland. Nach der Rückkehr in die USA setzte er sein Studium in Harvard fort und erlangte 1921 einen Abschluss der Rechtswissenschaften.
Nach seinem Studium begann McCloy im August 1921 seine Anwalt- und Bankerkarriere bei der 1792 gegründeten, ältesten Sozietät der USA, der prestigeträchtigen New Yorker Wirtschaftskanzlei Cadwalader Wickersham & Taft in Lower Manhattan. Im Dezember 1924 wechselte er zur ebenfalls angesehenen Anwaltskanzlei Cravath, Henderson & de Gerssdorff.
Kurz nach seinem Eintritt in die Kanzlei Cravath, Henderson & de Gerssdorff beteiligte diese sich mit der JP Morgan Bank an einem 110-Mio.-Dollar-Kredit an die damalige deutsche Regierung. Er reiste für die Investmentbank häufig nach Frankreich, Italien und Deutschland, da JP Morgan wie auch andere Wall-Street-Häuser Interesse am Wiederaufbau Europas hatten.
Während McCloy mittlerweile als Sozius in der Pariser Dependance von Cravath, Henderson & de Gerssdorff arbeitete, heiratete er am 25. April 1930 die Deutsch-Amerikanerin Ellen Zinsser, eine Cousine von Konrad Adenauers Ehefrau Auguste Adenauer, geborene Zinsser. In den 1930er Jahren repräsentierte er als Firmenanwalt unter anderem die Rockefellers, den Gründer der US-Zentralbank FED Paul Warburg sowie die JP Morgan Bank, bei der sein Schwager John Zinsser mittlerweile im Vorstand saß.
Anschließend lebte er für ein Jahr in Italien und versorgte das diktatorische Regime des italienischen Staatsführers Benito Mussolini mit Krediten. Hauptaufgabe zu dieser Zeit war die Vergabe von umfangreichen Krediten an die Regierungen in Deutschland und Italien, bei der er in Verbindung mit deren faschistischen Führern stand. Neben Morgan und Rockefeller finanzierten DuPont, General Motors, IBM und Ford diese Länder und viele Kredite gingen direkt an das seinerzeit weltgrößte Chemieunternehmen I.G. Farben mit Hauptsitz in Frankfurt am Main. Die I.G.-Farben-Vertretungen in Nordamerika waren Kunden von Cravath Henderson & de Gerssdorff und McCloy war der Verbindungsmann nach Europa.
Zwischen 1931 und 1939 bearbeitete McCloy den Black-Tom-Fall, einen Sabotagefall aus dem Ersten Weltkrieg. McCloy erbrachte den Beweis, dass deutsche Geheimagenten für den Fall verantwortlich waren, woraufhin das Haager Schiedsgericht Deutschland zu einer Schadensersatzzahlung von 26 Millionen US-Dollar verurteilte. Während der mehrjährigen Recherche zur Klärung des komplizierten Sachverhalts reiste McCloy durch ganz Europa und verhandelte dabei auch persönlich mit Größen des NS-Regimes wie Rudolf Heß und Hermann Göring. Bei seinen Ermittlungen zu der Affäre erlangte er auch tiefen Einblick in die Arbeit der Nachrichtendienste und wurde 1940 als Experte für Spionageabwehr ins US-Kriegsministerium berufen.

### 1941 bis 1945: Staatsdienst im Zweiten Weltkrieg

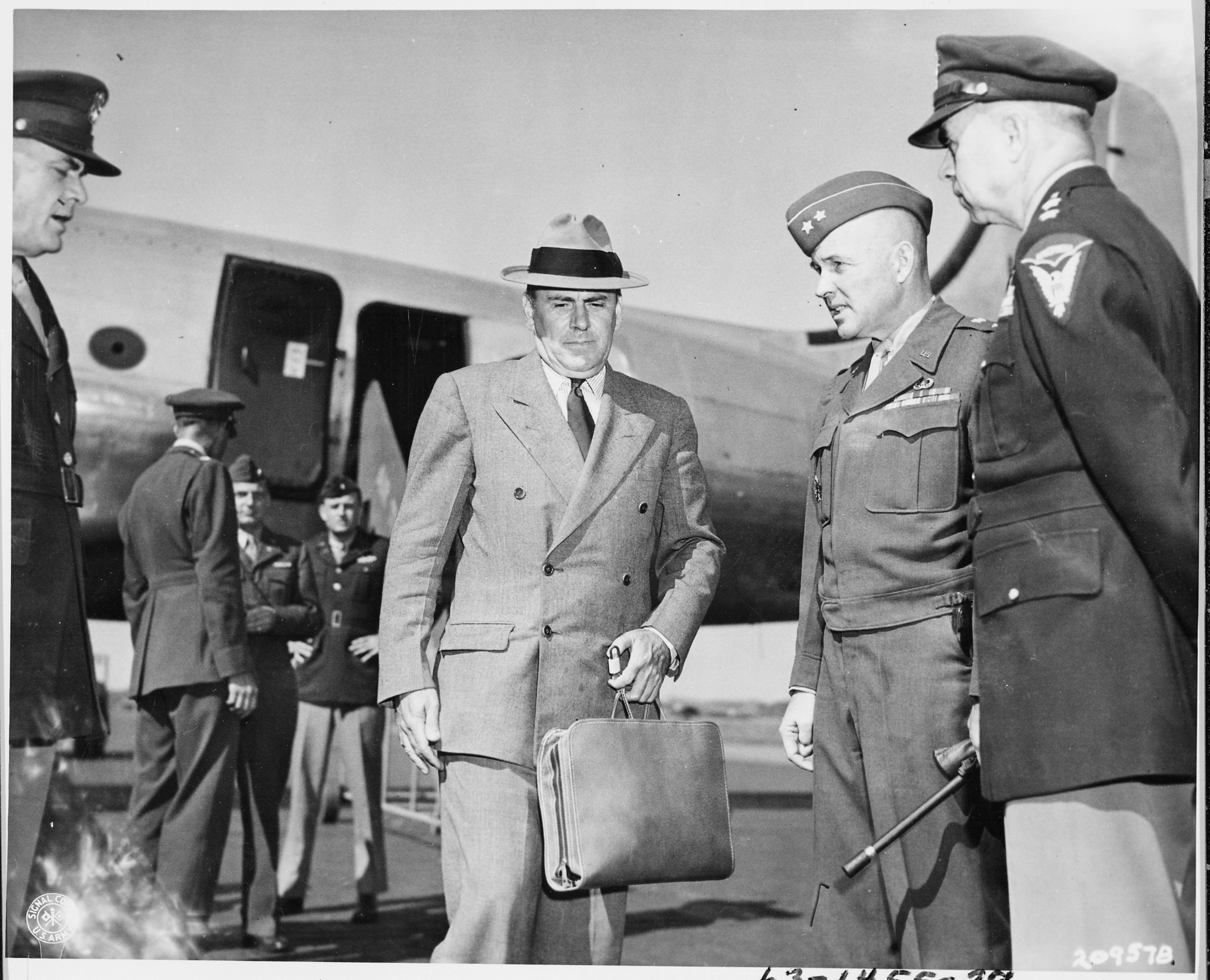
McCloy (Mitte mit Hut und Tasche) landet zum Besuch der Potsdamer Konferenz

Zwischen 1941 und 1945 diente er als Unterstaatssekretär (Under Secretary) im US-Kriegsministerium unter Minister Henry L. Stimson. McCloy war durch seinen Mentor Elihu Root an Stimson vermittelt worden. Von diesem wurde er mit einer Vielzahl unterschiedlicher Aufgaben betraut. Unter anderem beaufsichtigte McCloy die Planung des Verteidigungsministeriums der Vereinigten Staaten und verhandelte mit der US-Regierung über die Genehmigung dieses Projekts, er regelte die administrativen Einzelheiten des Ausbildungsprogramms der US-Army und half, die Abteilung zu schaffen, die später die japanischen Geheimcodes entschlüsselte. Als Stimsons Verbindungsmann zum US-Außenministerium und zu den Joint Chiefs of Staff hatte er Einfluss auf die Außenpolitik sowie auf die Planung der meisten militär-strategischen Operationen an beiden Fronten. McCloy besuchte alle Kriegsschauplätze und arbeitete eng mit General George C. Marshall zusammen. McCloy sah die Aufhebung der Rassentrennung in den US-Streitkräften zwar nicht als vorrangiges Ziel, unterstützte aber den afroamerikanischen Bundesrichter William H. Hastie bei der Abschaffung einer Reihe diskriminierender Maßnahmen. Der von ihm geleitete „Beratende Ausschuß für Farbige in der Truppe“, meist kurz nur McCloy Committee genannt, empfahl im März 1944, vermehrt Einheiten mit schwarzen Soldaten an den Fronten einzusetzen, da McCloy von deren „kämpferischen Potential“ überzeugt war.
In Algerien wirkte er bei der Gründung des französischen Komitees für die nationale Befreiung mit. Zu seinen Zuständigkeiten gehörte auch das Programm zur Internierung von 120.000 US-Amerikanern japanischer Herkunft nach dem Angriff auf Pearl Harbor. Noch in seiner Funktion als Staatssekretär gehörte McCloy zu einem kleinen Kreis von Personen, die von der Absicht der US-Regierung erfuhr, Atombomben in Japan einzusetzen. Er sprach sich dafür aus, die japanische Bevölkerung vor den Atombombenabwürfen zu warnen, konnte sich jedoch nicht durchsetzen. McCloy verfasste anschließend die Kapitulationsartikel für Japan.
Im November 1944 sprach sich McCloy gegen eine von jüdischer Seite gewünschte Bombardierung des KZ Auschwitz-Birkenau aus, da aufgrund Reichweite nur schwere viermotorige Bomber den Auftrag hätten ausführen können und dafür rund 2000 Meilen über Feindgebiet ohne Jagdschutz hätten zurücklegen müssen. Für präzises Zerstören der Vernichtungsanlagen besser geeignete Jagd- oder Sturzkampfbomber hatten nicht die erforderliche Reichweite. Der Einsatz der strategischen Luftstreitkräfte zur Zerstörung des feindlichen Industriepotentials sei vordringlich und ein möglichst schneller Sieg über Deutschland löse auch das Problem der Lager, so dass man alle Mittel darauf konzentrieren müsse.
Roosevelt wollte McCloy 1945 als Hohen Kommissar nach Deutschland entsenden. Doch McCloy lehnte ab und schlug seinerseits den erfahrenen General Lucius D. Clay für diesen Posten vor. Ab April 1945 war McCloy als Leiter der „Abteilung für Zivilangelegenheiten“ (engl. Civil Affairs Division) im Kriegsministerium an der Besetzung Deutschlands beteiligt. McCloy nahm als Unterhändler an den Konferenzen von Casablanca, Kairo, San Francisco und Potsdam teil.

### 1945 bis 1952: Anwalt, Präsident der Weltbank, Hochkommissar in Deutschland

Von links: McGeorge Bundy, Lyndon B. Johnson und McCloy

Im Anschluss an die Zeit als Staatssekretär kehrte er in seinen zivilen Beruf zurück und wurde 1945 Teilhaber der Anwaltskanzlei Milbank, Tweed, Hadley & McCloy. Für die Kanzlei war er bis zu seinem Tode im Jahre 1989 hauptsächlich als Lobbyist im Ölgeschäft tätig.
Von 1947 bis 1949 wurde McCloy Nachfolger des erfolglosen Eugene Meyer als Präsident der 1946 gegründeten Weltbank, um den Ruf der Bank an der Wall Street zu etablieren und sie zu einem wirkungsvollen Instrument der Wirtschaftsdiplomatie der Regierung Truman aufzubauen. Als Weltbankpräsident stand er in ständigem Kontakt mit den Problemen der Nachkriegswirtschaftspolitik. Europas Industrie und Handel sollten wieder aufgebaut werden, Anreize zur Modernisierung gesetzt werden und es galt Kreditprobleme zu vermeiden.
McCloy war vom 2. September 1949 bis 1. August 1952 amerikanischer Hochkommissar in Deutschland und damit Nachfolger des Militärgouverneurs General Lucius D. Clay. In dieser Position, die seine Talente als Diplomat und Manager forderte, residierte er zunächst noch in Bad Homburg vor der Höhe, später in der Villa Cappell in Bad Godesberg. McCloy förderte in dieser Funktion die Umsetzung des Marshallplans und die Integration der Bundesrepublik in den Westen. Wie bereits bei der Weltbank brachte McCloy sein Team von Experten mit nach Deutschland. Chauncey Parker, früher Anwalt bei Cravath, Swaine & Moore und Weltbank-Berater wurde die Aufgabe übertragen, den Stab des Militärgouverneurs neu zu organisieren und zu reduzieren. Innerhalb weniger Monate schrumpfte das „Schattenkabinett“ auf einen kleinen Kreis von Beratern in den Schlüsselfragen Wirtschaft, Politik, Nachrichtendienste, militärische Sicherheit, Verwaltung und Recht zusammen. Einer der wichtigsten Berater war der Bankier und langjährige Freund McCloys Benjamin Buttenwieser, der zum „stellvertretenden Hochkommissar mit besonderer Verantwortung für finanzielle Fragen“ ernannt wurde. Leiter der Rechtsabteilung wurde der Professor der Harvard Law School Robert Bowie. Das „Amt für Arbeitsfragen“ übernahm der Gewerkschaftsfunktionär Harvey Winfield Brown. Das „Amt für Öffentlichkeitsarbeit“ wurde 1950 Shepard Stone übertragen, einem renommierten Journalisten der New York Times.
Der Kriegsveteran McCloy, der im Ersten Weltkrieg kurz vor dem Waffenstillstand an Gefechten in der Gegend von Koblenz teilgenommen hatte, war nun erneut Teil einer amerikanischen Besatzungsmacht in Deutschland und sagte über diese Zeit: „Viele von uns, die während des Ersten Weltkriegs an der Besetzung Deutschlands beteiligt waren (…) hatten erfahren, wie bitter diese Besetzung war. Und wir alle hatten noch gut die Reparationsfrage, die Wiederbesetzung der Ruhr, die Schikanen, die Agitation und die Irritationen in Erinnerung, aus denen Hitler, als er an die Macht kam, so Kapital schlagen konnte.“ McCloy hatte die Vision, dass das vom Krieg verwüstete Deutschland eines Tages seine Rolle als starke europäische Macht wieder einnehmen werde und dieses neue Deutschland unter einer ordentlichen politischen Führung in der westlichen demokratischen Werteordnung neu erblühen werde. McCloy traf bei seiner Ankunft in Deutschland auf moralische und physische Trümmerfelder und so begann er schnell, seine Vision in die Tat umzusetzen. Seine Aufgabe war es, wie es Marion Gräfin Dönhoff formulierte, „tagtäglich Entscheidungen zu treffen, die auf Jahre hinaus die Entwicklung bestimmten“. Der mit der Befreiung zurückgekehrte deutsch-jüdische Bankier Eric M. Warburg plädierte gegenüber McCloy dafür, dass die Demontage der deutschen Industriebetriebe völlig eingestellt werden müsse, denn sonst könne nichts Gutes aus Nachkriegsdeutschland erwachsen. Dieser reagierte zunächst ablehnend, verfügte aber schließlich doch den Demontage-Stopp für zwölf deutsche Industriekonzerne.
McCloy setzte sich bereits früh für ordentliche Strafverfahren anstatt Standgerichte gegen die deutschen Hauptkriegsverbrecher ein und wurde so ein Wegbereiter der Nürnberger Prozesse. Als höchster Vertreter der Alliierten begnadigte er allerdings wieder 89 der verurteilten Kriegsverbrecher, was zu heftigen Kontroversen führte, von Seiten McCloys jedoch als „Geste der Versöhnung“ ausgelegt wurde. Am 31. Januar 1951 gab er die endgültigen Entscheidungen für die Gnadengesuche der in Nürnberg verurteilten Kriegsverbrecher bekannt. Nach Beratungen mit dem Advisory Board on Clemency, dem sogenannten „Peck Panel“ entschied sich McCloy in mehreren Fällen für eine drastische Verkürzung der Haftstrafen der Kriegsverbrecher, darunter Friedrich Flick, Alfried Krupp von Bohlen und Halbach und Fritz ter Meer, was Eleanor Roosevelt dazu veranlasste, McCloy zu fragen „wieso wir so viele Nazis befreien“. Zudem erhielten Flick und Krupp von Bohlen und Halbach auf Vorschlag des Peck Panel hin ihre 1945 konfiszierten Firmenvermögen zurück. Dies war vor allem vor dem Hintergrund problematisch, dass diese unter anderem mit Rüstungsproduktion und Beschäftigung von Zwangsarbeitern und KZ-Insassen erwirtschaftet worden waren. Nach Einschätzung des Panel wäre die Enteignung zumindest im Falle Krupps jedoch nicht mit den Grundsätzen amerikanischer Rechtsprechung vereinbar gewesen.
Im Fall von Klaus Barbie, der als Gestapo-Chef in Lyon für Morde, Deportationen und Massenfolterungen verantwortlich war, tat sich ein Dilemma auf: Einerseits forderte Frankreich, das Barbie bereits 1947 in Abwesenheit zum Tode verurteilt hatte, von der Bundesrepublik seine Auslieferung, andererseits stand Barbie seit dem gleichen Jahr im Dienst der amerikanischen Spionageabwehr Counter Intelligence Corps (CIC) und war dabei nicht nur mit Suche nach anderen NS-Kriegsverbrechern und der Infiltrierung der KPD betraut, sondern auch mit nachrichtendienstlichen Aktivitäten gegen Frankreich bzw. die dortige KP. Die Auslieferung hätte also die Beziehungen zu den französischen Alliierten noch mehr belastet als die Nichtauslieferung, so dass der CIC McCloy gegenüber wahrheitswidrig behauptete, man arbeite nicht mehr mit Barbie zusammen und kenne auch seinen Aufenthaltsort nicht. Der Hochkommissar lehnte daraufhin die Auslieferung ab. Französische Stellen betrieben diese auch nur halbherzig, da Barbie über umfangreiches Wissen zu französischen Kollaborateuren verfügte. 1951 gelang ihm über die Rattenlinie die Flucht nach Südamerika.
Abseits dieses Kapitels wurden die deutsch-amerikanischen Beziehungen geprägt von McCloys Verständnis für die Aufgaben, die Deutschland in einer neuen Ära der Versöhnung und des Wiederaufbaus erwarteten. McCloy erkannte die entscheidende Bedeutung der Beziehung Deutschlands zu Frankreich und Westeuropa und die Chance der Vereinigten Staaten, friedliche und florierende transatlantische Beziehungen aufzubauen. Er entwickelte ein gutes Arbeitsverhältnis zu den deutschen Nachkriegspolitikern Bundeskanzler Konrad Adenauer und dem SPD-Vorsitzenden Kurt Schumacher.
In Folge zäher Verhandlungen mit dem Hamburger Bürgermeister Max Brauer und Wilhelm Kaisen, Bürgermeister von Bremen, wurde am 4. April 1951 der deutsche Schiffbau freigegeben. Ab diesem Zeitpunkt war es der Bundesrepublik gestattet, ohne Einschränkung Schiffe aller Größen und Geschwindigkeiten zu fertigen. McCloy beschrieb die Verhandlungen, die zu dieser Entscheidung führten, in einem Bonmot: „Wenn ich Dante wäre, hätte ich die Hölle folgendermaßen beschrieben: Links von mir Mr. Kaisen, rechts von mir Mr. Brauer, und dann ein 24-Stunden-Gespräch über den deutschen Schiffbau.“
McCloys Einsatz war insbesondere deshalb so effektiv, weil er das Vertrauen des US-Präsidenten genoss und ein ausgezeichnetes Verhältnis zu den US-Streitkräften sowie zum Marshallplan-Direktor W. Averell Harriman hatte. Er nutzte seine Machtfülle, um in Deutschland Demokratie und die Wiederbelebung der Wirtschaft voranzubringen, auch wenn es dabei wie zum Beispiel bei der Begnadigung von Kriegsverbrechern aus dem Wirtschaftsleben zu Zielkonflikten kam. Während seiner Amtszeit trug er dazu bei, den Grundstein für „normalere“ Beziehungen zu legen, die die souveräne deutsche Regierung später mit der neuen US-Botschaft in Bad Godesberg fortführen sollte.
Kultur und Bildung waren andere wichtige Anliegen McCloys. Unter seiner Führung widmete die Hohe Kommission jungen Menschen in Deutschland besondere Aufmerksamkeit.
Während McCloys gesamter Amtszeit setzte er sich für ihre Entwicklung zu westeuropäischen Staatsbürgern ein, die über die Vereinigten Staaten gut informiert sein sollten. Die deutschen Universitäten, die in das nationalsozialistische System und seine Ideologie mit hineingezogen worden waren, bedurften aus amerikanischer Sicht einer gründlichen Neuausrichtung. Viele der Rektoren wurden aus ihren Ämtern entfernt und die Lehre auf allen Ebenen fand unter amerikanischer und britischer Anleitung statt. Shepard Stone, ein Freund und Kollege McCloys, hatte ein besonderes Interesse an der Reform des deutschen Bildungswesens und die Hohe Kommission unterstützte besonders die Freie Universität Berlin mit finanziellen Mitteln. Für die Gründung der Hochschule für Gestaltung Ulm (HfG) waren, vermittelt durch Walter Gropius, amerikanische Stiftungen zentrale Geldgeber und Förderer. McCloy unterstützte die Initiative zur HfG-Gründung als Project No. 1. Die HfG sollte einen College-ähnlichen Campus nach US-Vorbild erhalten, damit die Hochschulangehörigen in freier Gemeinschaft Lehrender und Lernender zusammenleben konnten. John McCloy überreichte Gründungsmitglied Inge Scholl kurz vor seinem Abschied als Hochkommissar im Jahre 1952 einen Scheck über eine Million DM. Ebenfalls kurz vor Ende seiner Amtszeit spendete er der Universität Bonn eine halbe Million DM für den Bau des Carl-Schurz-Collegs.
Nach seiner Amtszeit als Hoher Kommissar war McCloy entscheidend daran beteiligt, eine ganze Reihe von Stipendien und Fellowships ins Leben zu rufen, die dazu beitragen sollten, über Jahrzehnte hinweg die deutsch-amerikanischen Beziehungen zu festigen. Die Harvard University und die Columbia University waren an akademischen Fellowship-Programmen beteiligt. Weiterhin gab es Stipendien des American Council on Germany, einer Organisation, an deren Gründung McCloy und seine Frau Ellen McCloy beteiligt waren. Beide lebten von 1949 bis 1952 im Haus im Walde in Bad Homburg vor der Höhe.
Ebenso wichtig war, dass McCloy den ihm freundschaftlich verbundenen Gründervater der Europäischen Gemeinschaften Jean Monnet dazu ermutigte, Deutschland wieder in die westliche Staatengemeinschaft einzugliedern. McCloy initiierte Deutschlands Beitritt zur NATO, was nur ein Jahrzehnt nach dem Ende des verheerenden Krieges die Wiederbewaffnung Deutschlands bedeutete. Er setzte sich auch nachdrücklich für die amerikanische Zustimmung zum Schuman-Plan ein, der zur Bildung der Montanunion, der Europäischen Gemeinschaft und schließlich zur Europäischen Union führte.

### 1952 bis 1989: Politikberatung, Chase Manhattan Bank, Warren Kommission, Öl

McCloy im Cabinet Room des Weißen Hauses (1966)

Im Anschluss an seine Zeit als Hochkommissar gründete er 1952 mit Warburg und anderen den American Council on Germany und zeitgleich dessen deutsche Schwesterorganisation, die Atlantik-Brücke.
Von 1952 bis 1965 war er zunächst Berater, dann ab 1953 Vorsitzender der Ford Foundation für Friedensfragen. Von 1953 bis 1960 war McCloy Vorstandsvorsitzender der Chase Manhattan Bank. In der Zeit von 1954 bis 1970 war er Vorstandsmitglied des Council on Foreign Relations. Von 1972 bis 1987 war er Vorsitzender des American Council on Germany.

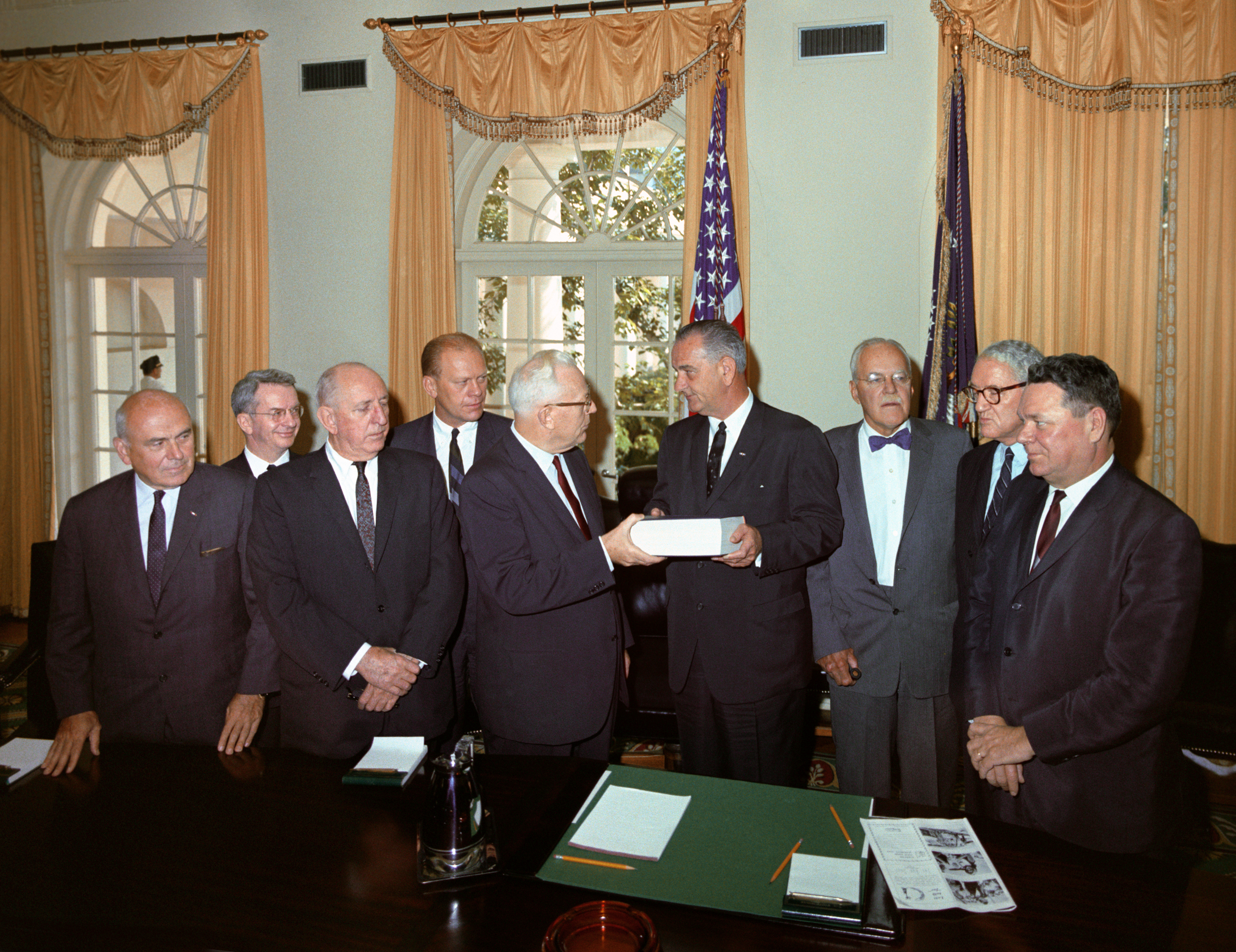
McCloy (außen links), Mitglied der Warren Kommission zur Aufklärung des Attentats auf John F. Kennedy

1961 wurde er von John F. Kennedy als Sonderberater für Abrüstungsfragen berufen. Mit dem sowjetischen Unterhändler und ehemaligen Botschafter in der Bundesrepublik, Walerian Sorin, kam es zum Abschluss des McCloy-Sorin-Abkommens, das im Dezember 1961 von der UNO-Vollversammlung einstimmig angenommen wurde. Das Abkommen wurde in der Folge im Artikel VI des Atomwaffensperrvertrags kodifiziert.
Ab 1962 beriet er alle sieben großen amerikanischen Öl-Unternehmen. Insbesondere vermittelte er zwischen ihnen, damit sie als informelles Kartell der wachsenden Bedeutung der OPEC etwas entgegensetzen konnten, ohne in Konflikt zur strengen Anti-Kartell-Gesetzgebung der USA zu geraten.
McCloy war einer der sogenannten sechs Wise Men. Zwei Diplomaten, zwei Bänker und zwei Anwälte, die als Außenpolitikberater für die Präsidenten von Franklin D. Roosevelt bis Lyndon B. Johnson arbeiteten. Die sechs Weisen waren: Dean Acheson, W. Averell Harriman, George F. Kennan, Robert A. Lovett und John McCloy.
McCloy arbeite als Präsidentenberater für John F. Kennedy, Lyndon B. Johnson, Richard Nixon, Jimmy Carter und Ronald Reagan.
Von Präsident Johnson wurde er 1963 auch zum Mitglied der Warren-Kommission ernannt, die die Hintergründe des Attentats auf John F. Kennedy untersuchen sollte. Während er anfänglich erhebliche Zweifel an der Theorie des Einzeltäters anmeldete, die Verzögerungen bei den Ermittlungen und andere Unstimmigkeiten bemängelte, ließ er sich schließlich doch unter dem starken Einfluss von Allen W. Dulles dazu umstimmen, den abschließenden Bericht zu unterzeichnen. Den West-Berlin-Besuch Kennedys 1963 initiierte McCloy, nachdem er mit Chruschtschow Gespräche geführt hatte. Während der Kuba-Krise war er Mitglied des entsprechenden Koordinationskomitees.
1979 überzeugte McCloy zusammen mit David Rockefeller, Henry Kissinger und anderen den US-Präsident Jimmy Carter davon, den schwer krebskranken ehemaligen Schah von Persien ins Land zu lassen, damit er sich im NewYork-Presbyterian Hospital behandeln lassen konnte. Diese humanitäre Geste wurde vom Chomeini-Regime zu antiamerikanischer Agitation instrumentalisiert, so dass wenig später iranische Studenten die US-Botschaft in Teheran stürmten und für 444 Tage 52 US-Diplomaten als Geisel nahmen.
John Jay McCloy verstarb kurz vor seinem 94. Geburtstag. Zu seiner Begräbnisfeier in der Presbyterianerkirche an New Yorks Park Avenue nahmen zahlreiche seiner Zeitgenossen teil. Unter ihnen Richard Nixon, David Rockefeller, Henry Kissinger, Cyrus Vance, Paul Volcker, Charles Mathias, James Baker, McGeorge Bundy, sowie die ehemaligen deutschen Politiker Helmut Schmidt und Karl Carstens.

## Privatleben
McCloy und seine Ehefrau hatten zwei Kinder.

## Ehrungen
- Ehrenbürger von Rothenburg ob der Tauber 1948, weil er im April 1945 die weitere Beschießung der „Festung“ verhindert hatte
- Goethe-Plakette der Stadt Frankfurt am Main (1952)
- Großkreuz des Bundesverdienstkreuzes (1957)
- Mitglied der American Academy of Arts and Sciences (1959)
- Ernst-Reuter-Plakette des Landes Berlin (1975)
- Lucius D. Clay Medaille (1980)
- Ehrenbürger von Berlin am 1. April 1985 anlässlich seines 90. Geburtstages
- Im Bonner Stadtteil Mehlem wurde ein Rheinuferweg mit Blick auf das Siebengebirge John-Jay-McCloy-Ufer benannt.
- Im Jahre 1983 schuf die Volkswagen-Stiftung mit dem McCloy Academic Scholarship Program „in Anerkennung seiner besonderen Leistungen für den Wiederaufbau Deutschlands nach dem zweiten Weltkrieg“ ein Stipendienprogramm, das deutschen Studierenden ein Studium an der Kennedy School of Government der Harvard University ermöglicht. Das Programm wird seit 1993 federführend von der Studienstiftung des deutschen Volkes weitergeführt.